# Geraltov
Geraltov (bis 1948 slowakisch „Geralt“ – bis 1927 auch „Geraltovce“; ungarisch Gellért) ist eine Gemeinde in der Ostslowakei mit 110 Einwohnern (Stand 31. Dezember 2024) im Okres Prešov, einem Teil des Prešovský kraj, und wird zur traditionellen Landschaft Šariš gezählt.

## Geographie
Die Gemeinde befindet sich am südöstlichen Rand des Gebirges Čergov und am westlichen Rand der Niederen Beskiden, im Quellbereich mehrerer Bäche im Einzugsgebiet des Sekčov und weiter der Torysa. Das Ortszentrum liegt auf einer Höhe von 514 m n.m. und ist 19 Kilometer von Prešov entfernt.
Das Gemeindegebiet gliedert sich in die Ortsteile Geraltov, Závadka (1991 eingemeindet, ungarisch Csergőzávod – bis 1907 Zavadka) und Žatkovce (1991 eingemeindet, ungarisch Zsetek).
Nachbargemeinden sind Osikov im Norden, Raslavice (Ortsteil Vyšné Raslavice) im Nordosten und Osten, Veľký Slivník im Südosten, Malý Slivník im Süden, Mošurov im Südwesten und Terňa (Ortsteil Hradisko) im Westen.

## Geschichte

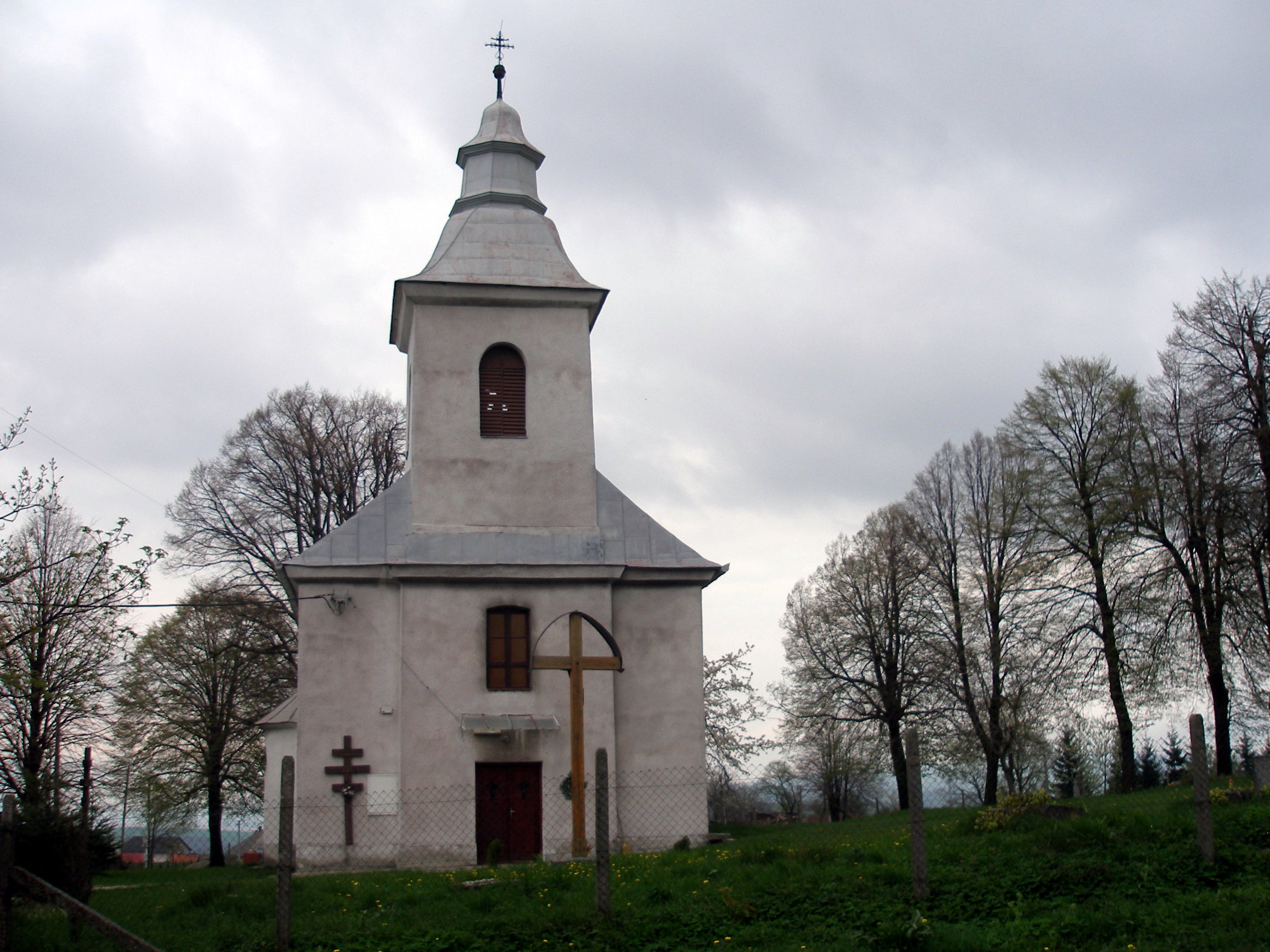
Kirche in Geraltov

Geraltov wurde erstmals 1339 als Geralthfolua urkundlich erwähnt. 1787 hatte die Ortschaft 29 Häuser und 195 Einwohner, 1828 zählte man 32 Häuser und 250 Einwohner, die als Hirten und Waldarbeiter beschäftigt waren.

## Bevölkerung
| Jahr                | 1994 | 2004     | 2014     | 2024     |
| ------------------- | ---- | -------- | -------- | -------- |
| Anzahl der Personen | 157  | 127      | 141      | 110      |
| Unterschied         |      | −19,10 % | +11,02 % | −21,98 % |

| Jahr                | 2023 | 2024    |
| ------------------- | ---- | ------- |
| Anzahl der Personen | 113  | 110     |
| Unterschied         |      | −2,65 % |

Nach der Volkszählung 2011 wohnten in Geraltov 132 Einwohner, davon 124 Slowaken, fünf Russinen und ein Tscheche. Zwei Einwohner machten keine Angabe zur Ethnie.
Bis 1918/1919 gehörte der im Komitat Sáros liegende Ort zum Königreich Ungarn und danach zur Tschechoslowakei beziehungsweise heute Slowakei.
82 Einwohner bekannten sich zur griechisch-katholischen Kirche und 41 Einwohner zur römisch-katholischen Kirche. Sechs Einwohner waren konfessionslos und bei drei Einwohnern wurde die Konfession nicht ermittelt.

## Baudenkmäler
- griechisch-katholische Kirche aus dem Jahr 1792